# Dankwartsgrube

Die Lage der Dankwartsgrube, rot markiert

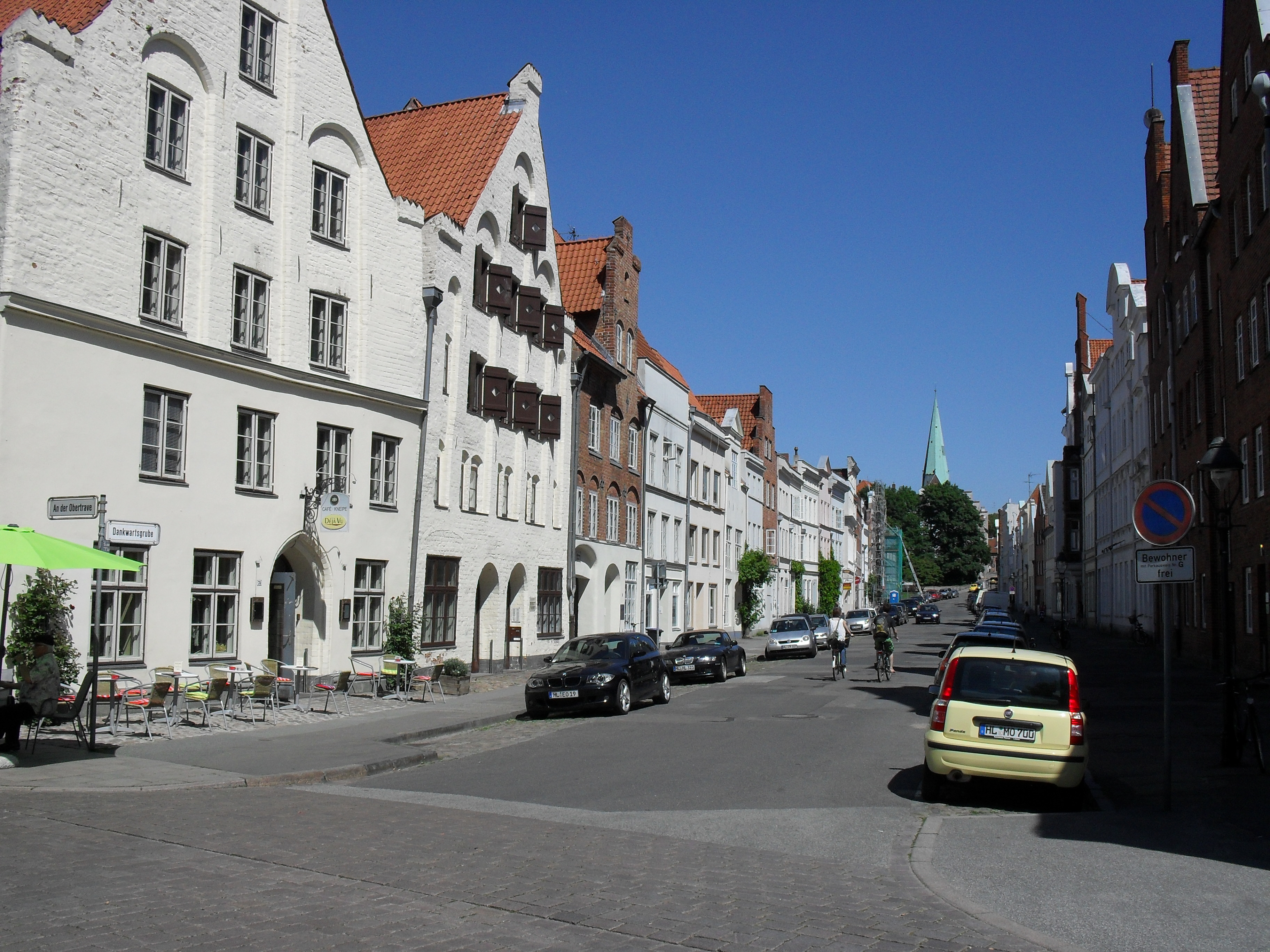
Die Dankwartsgrube

Die Dankwartsgrube ist eine Straße der Lübecker Altstadt.

## Lage
Die etwa 310 Meter lange Dankwartsgrube befindet sich im Südwesten der Altstadtinsel, im Marien Quartier. Sie beginnt am Zusammentreffen von Pferdemarkt und Parade, schräg gegenüber der Einmündung der Kapitelstraße, und führt westwärts hinab in Richtung Trave. Nach rund zwei Dritteln ihres Verlaufs münden von Norden die Düstere Querstraße und von Süden die Lichte Querstraße in die Dankwartsgrube. Die Straße trifft gegenüber der Dankwartsbrücke auf die Obertrave und endet dort.

## Geschichte
Der Name der Dankwartsgrube ist seit Beginn ihres Bestehens vom Namen Dankwart abgeleitet und nimmt vermutlich Bezug auf eine Persönlichkeit aus der Frühzeit Lübecks. Um welchen Dankwart es sich dabei handelte und in welcher Beziehung er zu jener Straße stand, ist jedoch unklar.
- Erstmals urkundlich erwähnt wird die Straße 1259 mit dem lateinischen Namen Fossa Tanquardi (Dankwartsgasse)
- 1362 lautet die niederdeutsche Bezeichnung Danquersche Grove
- 1364: Dancquardes Grove
- 1460: Danquersgrove
- 1461: Dankerstrate
- 1463: Danckersgrove
- 1464: Dancquverdes Grove
- 1498: Danckwardesgrove
- 1562: Danckwertsgrove
- 1597: Danckqwerthegrowe
- 1779: Danckersgrube
- 1852: Dankwärtsgrube

1884 wurde der heutige Name amtlich festgelegt.
Vom Mittelalter bis in die 1930er Jahre galten die Dankwartsgrube mit den lange Zeit hier ansässigen lärmintensiven  Schmiedewerkstätten und besonders die hier gelegenen, selbst für Lübecker Verhältnisse extrem engen, verschachtelten, düsteren und ungesunden Gänge, als Wohngebiet der ärmsten Unterschicht. Zudem stand das Gebiet bis weit ins 20. Jahrhundert im Ruf, Heimat der Lübecker Kriminellen zu sein, die in den unübersichtlichen, untereinander verbundenen Höfen und Gängen leicht der Verfolgung entkommen und sich verborgen halten konnten. Erst 1937 wurde das Gängeviertel zwischen Dankwarts- und Hartengrube, das durch seine verwinkelte Enge und die gesundheitsgefährdenden hygienischen Zustände mittlerweile als nahezu unbewohnbar galt, umfassend saniert und durch Abbruch zahlreicher Gangbuden großzügigere Gänge und neue Innenhöfe geschaffen.

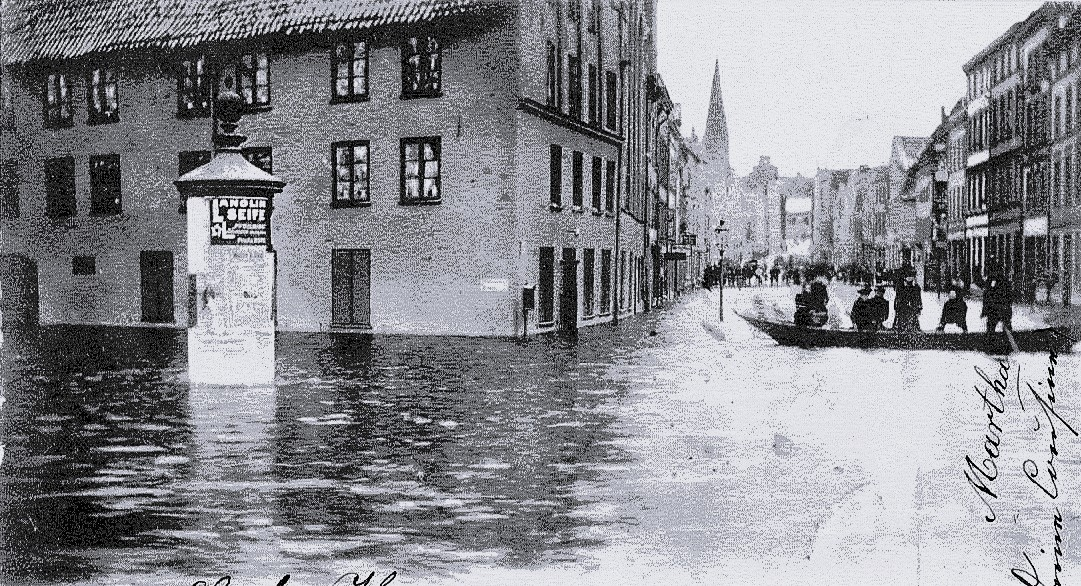
Überschwemmung bei der Dankwartsgrube am 31. Dezember 1904

Beim Bombenangriff im März 1942 wurde eine Reihe von Gebäuden auf der Nordseite des östlichen Teils der Straße zerstört (Nr. 2 bis 22); davon abgesehen jedoch weist die Dankwartsgrube bis heute ein weitgehend geschlossenes Bild teils bis auf das 13. Jahrhundert zurückgehender historischer Bauten auf.

## Bauwerke
Unter Denkmalschutz stehen die Gebäude Dankwartsgrube Nr. 3, 5, 7, 11, 13, 15, 21, 25, 26, 30, 32, 39–41, 42, 52, 54, 56, 60, 62, 68, 70 (Haus 5 des Wohngangs Torweg), 72–74.
- - siehe auch Liste abgegangener Lübecker Bauwerke#Dankwartsgrube für nicht mehr vorhandene Bauwerke.

## Gänge und Höfe
Von der Dankwartsgrube gehen oder gingen folgende Lübecker Gänge und Höfe ab (nach Hausnummern):
- 9: Kellings Gang
- 10: Claaßens Gang (abgängig)
- 29: Deminshof (abgängig)
- 31: Nagelschmieds Gang
- 61: Vagts Gang (abgängig)
- 67: Lütgens Gang (abgängig)
- 70: Torweg

## Literarisches
Rolf Winter verarbeitete seine Kindheit in der Dankwartsgrube in seinem 1991 veröffentlichten Buch Hitler kam aus der Dankwartsgrube (und kommt vielleicht mal wieder). Eine Kindheit in Deutschland.